# Duas-Caras
Duas-Caras (em inglês: Two-Face) é o codinome de Harvey Dent, um personagem fictício dos quadrinhos da DC Comics, um supervilão e um dos principais inimigos do Batman no Universo DC. Criado por Bob Kane e Bill Finger, apareceu pela primeira vez em Detective Comics #66 (agosto de 1942).
Bob Kane inspirou-se em um anúncio do filme de Spencer Tracy, O Médico e o Monstro, e concebeu a ideia de um vilão com dupla personalidade; e a expressão metade deformada metade humana de Dent dizem ser inspirado na forma física da deusa nórdica Hela.

## História
A identidade verdadeira do Duas-Caras é Harvey Dent, promotor público de Gotham City e aliado próximo de Batman. Entretanto, Dent enlouquece depois que o chefe da máfia Sal Maroni joga ácido nele durante um julgamento, desfigurando o lado esquerdo do seu rosto, levando-o a insanidade e entrar para o crime.
Dent fazia sua própria sorte em uma moeda de lados iguais; porém, durante o acidente, um lado da moeda se queima, assim fazendo que o próprio decidisse a vida dos seus reféns pela sorte entre vida e morte.

## Habilidades e armas
Antes de sua transformação em Duas-Caras, Harvey Dent era um dos melhores advogados na cidade de Gotham, proficiente em quase todos os assuntos relativos ao direito penal.
Depois de sua desfiguração, ele desenvolveu distúrbio de personalidade múltipla e se tornou obcecado com a dualidade. Duas-Caras faz as coisas de acordo com a oportunidade e, portanto, deixa todas as decisões que ele faz ao destino na tampa de sua moeda com duas cabeças, em um desejo quase obsessivo compulsivo.
No decorrer de Batman: Face to Face é revelado que Batman havia treinado exaustivamente com Dent lutas e trabalhos de detetive, aumentando seu talento já proficiente em ambos. Ele também tende a levar com ele uma grande variedade de armas convencionais, incluindo armas de fogo, facas, lança-foguetes e gases venenosos, além de ser um exímio atirador.

## Em outras mídias
- Em Batman, Billy Dee Williams interpreta Harvey Dent antes de ser desfigurado. Apesar de planos de torná-lo Duas-Caras em continuações, Williams revelou que seu contrato era apenas para um filme. [2] Williams dublaria uma versão Lego de Duas-Caras em The Lego Batman Movie, e no título de quadrinhos Batman '89, seguindo a continuidade de Batman e Batman Returns, o Dent de Williams vira Duas-Caras.
- Em Batman Forever (1995), Tommy Lee Jones interpreta Duas-Caras, em uma atuação focada no aspecto camp, em pelo menos uma ocasião lançou sua moeda até conseguir o resultado desejado (ao contrário da versão dos quadrinhos, que sempre aceita o destino), além de sempre se dirigir a si mesmo na primeira pessoa do plural ("Nós vamos", "Nós queremos"), agindo como se fosse duas pessoas. Durante o filme, Duas-Caras é responsável pela origem de Robin, ao matar a família de Dick Grayson, e se une ao Charada (Jim Carrey) para descobrir a identidade de Batman, de quem Duas-Caras deseja se vingar desde o começo do filme, tentando de todos os meios matar o herói. No desfecho do filme, Duas-Caras está prestes a atirar na Dupla Dinâmica quando Batman lembra-o de lançar a moeda para decidir. Quando o vilão o faz, Batman atira dezenas de moedas ao ar, confundindo-o e fazendo Duas-Caras cair para sua suposta morte. Porém, no filme Batman & Robin (1997), uma roupa do Duas-Caras é vista no Asilo Arkham. Não é explicado se ele sobreviveu à queda no filme anterior, se aquela roupa é outra, deixada por ele em sua última fuga, ou se o terno é apenas uma referência.

Aaron Eckhart retratando o Duas-Caras em The Dark Knight, com marcadores de captura de movimento. Abaixo está o efeito final.

- Em The Dark Knight (2008), a continuação do filme Batman Begins (2005), que reiniciou a franquia Batman nos cinemas, Aaron Eckhart interpreta Harvey Dent/Duas-Caras.[3] Durante a maior parte do filme, Harvey Dent, sem o rosto danificado, trabalha como promotor e se mostra efetivo em desestabilizar a máfia de Gotham, prendendo vários de seus componentes com a ajuda de Batman e Gordon. Mais tarde, por conta das ameaças do Coringa (Heath Ledger), Dent assume (falsamente) ser Batman para servir de isca. Mas o plano não tem êxito, pois alguns policiais corruptos raptam Rachel Dawes e Harvey Dent (que mantinham um relacionamento amoroso) e os colocam em locais diferentes, em cadeiras próximas a explosivos e gasolina, por ordens do Coringa, que enquanto isso vai preso. Batman, através de um interrogatório pouco ortodoxo, consegue o endereço de onde estão e vai em busca de Rachel, enquanto Gordon e outros policiais vão ao resgate de Harvey. Mas os endereços foram trocados pelo Coringa, o que faz com que Batman vá ao encontro do promotor, que havia caído no chão molhado de gasolina e estava com o lado esquerdo do corpo embebido do combustível. Na tentativa de escapar do local, as bombas explodem e o fogo atinge Dent de maneira a incendiar o lado esquerdo de seu rosto, mãos e terno. A polícia não chega a tempo para salvar Rachel, que morre na explosão em outro local. Seu inconformismo pela perda de Rachel é tão grande que, apesar da dor horrível que enfrenta com as queimaduras, recusa-se a tomar qualquer analgésico. Por meio de Gordon, o enfermo conhece então o apelido dado a ele enquanto trabalhava na corregedoria da polícia de Gotham ("Duas-Caras") e o assimila com sua situação física e mental. Batman lhe deixa sua moeda da sorte enquanto ele ainda estava desacordado. Com a visita de Gordon, ele vê a moeda com um lado queimado e lembra da morte violenta de Rachel. Então, após ser ludibriado pelo Coringa, decide fazer justiça com as próprias mãos contra os policiais que o traíram, decidindo se os mata ou não, através do lançamento de sua moeda. Ou seja, se ela cair com o lado queimado para cima, ele os mata; se cair com o lado intacto, ele os poupa. O próprio Coringa é o primeiro a se submeter (voluntariamente) ao jogo, com Dent ainda hospitalizado. O vilão acaba por sair com vida — tudo com o objetivo de revelar a verdade sobre o lado obscuro da mente do promotor, o que acaba por conseguir. Ao final, Duas-Caras tenta se vingar de Gordon sequestrando sua família, mas é impedido por Batman e acaba morrendo no final do filme.
- Na continuação The Dark Knight Rises (2012), é revelado que junto com as circunstâncias da morte serem acobertadas, com Batman sendo incriminado por todos os atos de Duas-Caras, um "Ato Dent" ajudou a erradicar o crime organizado de Gotham. Gordon, já promovido a comissário, escreve um discurso no qual revelaria a verdade antes de desistir. Mas Bane pega tal discurso e o lê na televisão, acusando Dent e Gordon de serem hipócritas, antes de estimular a população de Gotham a cometer crimes.
- Em Batman: The Animated Series, o Duas-Caras aparece em alguns episódios com a sua voz sendo feita pelo ator Richard Moll.[4]
- Na série Gotham, Harvey Dent aparece em oito episódios e é interpretado pelo ator Nicholas D'Agosto.[5]
- Harvey Dent é um dos principais personagens da série Gotham Knights, sendo interpretado por Misha Collins.[6]
- Duas-Caras é um dos vilões dos jogos Batman: Arkham City e Batman: Arkham Knight, sendo interpretado por Troy Baker.[7]
- Uma versão Lego de Duas-Caras aparece em Lego Batman: The Video Game e suas sequências.
- O ator Andy Daly dubla Duas-Caras na série animada Harley Quinn.
- Um jovem Harvey Dent aparece no filme Joker: Folie à Deux, continuação do filme Coringa, de 2019. O personagem é interpretado pelo ator britânico Harry Lawtey. Esta versão é um promotor público assistente que fica desfigurado em uma explosão causada pelos seguidores de Arthur Fleck.[8]